# Kurrawang
Kurrawang is een spookdorp in de regio Goldfields-Esperance in West-Australië.

## Geschiedenis
In de jaren 1900 ontwikkelde Kurrawang zich aan een spoorwegstation langs de Eastern Goldfields Railway. Er lag een spoorwegvertakking met een industriële spoorweg waarover hout werd vervoerd. Kurrawang werd in 1910 officieel gesticht. De naam is Aborigines van oorsprong maar de betekenis is niet met zekerheid gekend. Misschien werd het vernoemd naar de 'Currawong', een in Australië veelvoorkomende vogel.
De meeste plaatsen in de regio ontstonden na de vondst van goud. Kurrawang had zijn bestaan echter te danken aan hout. Het hout werd onder meer gebruikt om brak water door condensatie drinkbaar te maken. Tussen 1915 en 1938 was Kurrawang een distributiecentrum voor hout. Later werd het 'Kurrawang Nature Reserve' er opgericht.

## 21e eeuw
Kurrawang maakt deel uit van het lokale bestuursgebied (LGA) Shire of Coolgardie, waarvan Coolgardie de hoofdplaats is. Het district is de grootste producent van mineralen in de regio Goldfields-Esperance. Er zijn meer dan twintig mijn- en verwerkingsbedrijven actief.

## Ligging
Kurrawang ligt 574 kilometer ten oostnoordoosten van de West-Australische hoofdstad Perth, 15 kilometer ten zuidwesten van het aan de Goldfields Highway gelegen Kalgoorlie en 25 kilometer ten noordoosten van het aan de Great Eastern Highway gelegen Coolgardie.

## Klimaat
Kurrawang kent een warm steppeklimaat, BSw volgens de klimaatclassificatie van Köppen.

## Externe link

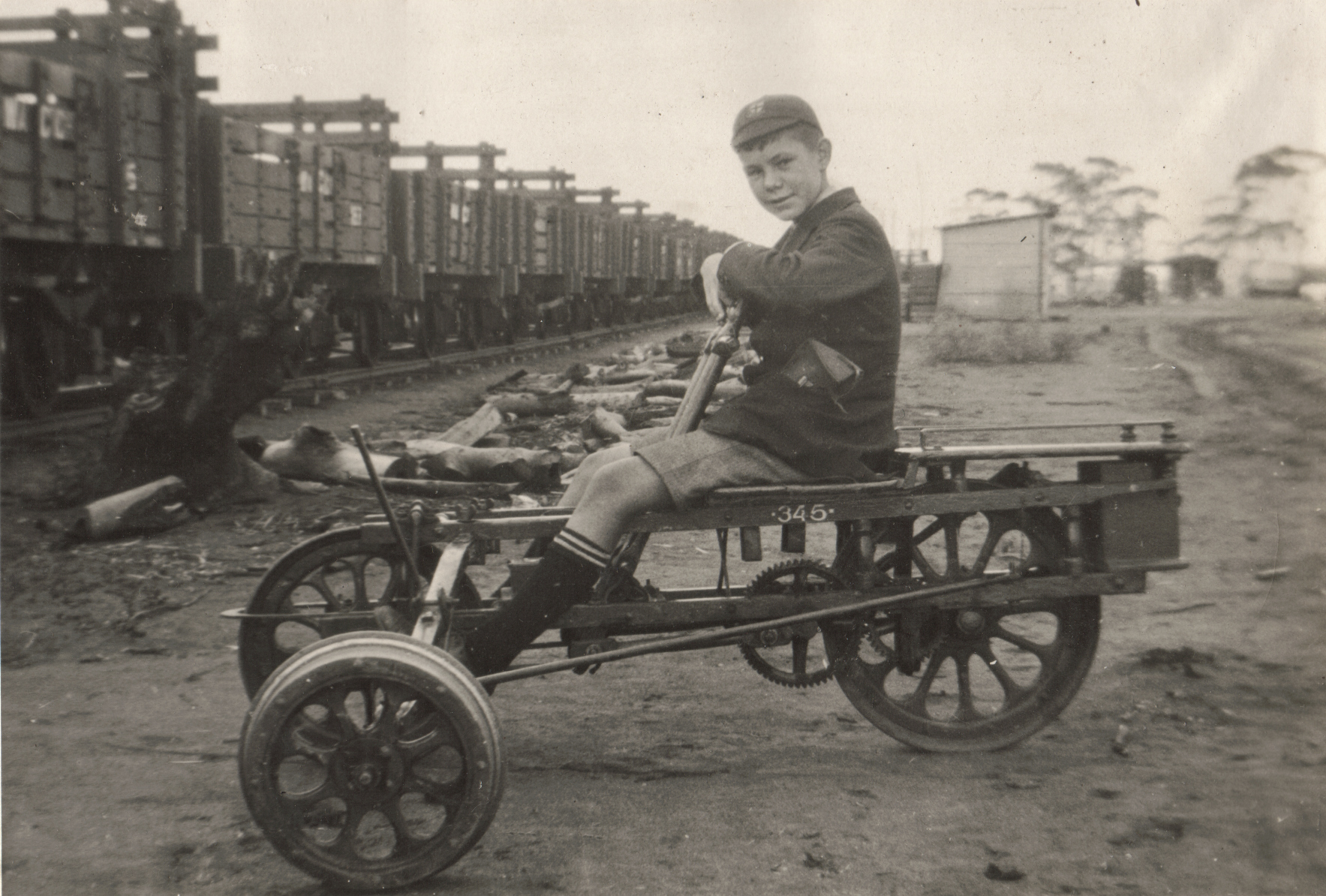
'Kurrawang Woodline'